# Phorinia festiva
Phorinia festiva là một loài ruồi trong họ Tachinidae.